# 榮町 (臺北市)
榮町為臺灣日治時期臺北市之行政區，位於臺北城內新公園之西，今臺北市中正區的衡陽路、寶慶路、秀山街之全部及博愛路、延平南路之一部均在町內，衡陽路在當時名為「榮町通」。榮町是當時台北最繁華的區域，因而有「台北銀座」之稱。台灣第一家百貨公司「菊元百貨店」於1932年（昭和7年）在榮町落成。1935年（昭和10年）設立台北市、同時也是台灣第一座紅綠燈。

## 町內設施
- 新高堂書店（一丁目，現台灣東方出版社）
- 台灣銀行（二丁目）
- 榮町郵便局（二丁目）
- 菊元百貨店（三丁目，現國泰世華銀行使用）
- 台北信用組合（三丁目，現合作金庫銀行使用）
- 台灣日日新報社（四丁目）
- 台北公會堂（三丁目、四丁目及大和町一町目，現台北市中山堂）